# 1972年7月26日月食
1972年7月26日月食为一次在协调世界时1972年7月26日出現的月偏食。該次月食半影食分為1.587、全影食分為0.548。偏食維持了81分。

## 概述
這次月食的食分是20.36，偏食維持了81分。

## 基本參數
- 類型：月偏食
- 食甚資料：
  - 日期：1972年7月26日
  - 時間：7:16
  - 月球位置：赤經20.36度、赤緯-18.8度
  - 食分：半影食分：1.587、全影食分：0.548
  - 持續時間：偏食81分

## 外部連結
- NASA月食專頁（页面存档备份，存于）（英文）